# ایرنیکشی
ایرنیکشی (به لاتین: Irnykshi) یک منطقهٔ مسکونی در روسیه است که در باشقیرستان واقع شده‌است.